# Francesco Micciché
Francesco Micciché (ur. 16 czerwca 1943 w San Giuseppe Jato) – włoski duchowny rzymskokatolicki, w latach 1998-2012 biskup Trapani.

## Życiorys
Święcenia kapłańskie przyjął 28 czerwca 1967. 23 grudnia 1988 został mianowany biskupem pomocniczym Messina-Lipari-Santa Lucia del Mela ze stolicą tytularną Chusira. Sakrę biskupią otrzymał 24 stycznia 1989. 24 stycznia 1998 objął urząd biskupa Trapani. 29 maja 2012 został zwolniony z zarządzania diecezją.